# اسدالله رازانی
اسدالله رازانی، (زاده ۱۳۴۰ روستای رازان لرستان)، سیاستمدار و مدیر اجرایی که در دولت یازدهم جمهوری اسلامی ایران سمت استاندار کرمانشاه را بر عهده داشت.
از سوابق وی علاوه بر استانداری کرمانشاه می‌توان به موارد زیر اشاره کرد
معاونت اداری و مالی صندوق توسعه ملی در فاصله سالهای ۹۲ تا ۹۴،
استاندار کردستان در دوره دوم دولت اصلاحات در فاصله سالهای ۸۰ تا ۸۴
معاون برنامه‌ریزی و مالی واداری بنیاد شهید، مدیرعامل سازمان فرهنگی سیاحتی کوثر در فاصله سالهای ۷۳ تا ۸۰
معاونت سیاسی و امنیتی استانهای زنجان و خراسان در فاصله سالهای ۶۷ تا ۷۳ و فرماندار مراغه طی سالهای ۶۳ تا ۶۶ اشاره کرد.
بعد از استانداری کرمانشاه وی بخدمت خود در مجموعه وزارت کار ادامه داده از آبان ۹۶ بعنوان معاون امور هلدینگهای شستا منصوب شده و خدمت می‌کند
رازانی در ابتدای دولت احمدی‌نژاد از خدمت دولتی خارج و مدتی بعنوان عضو هیئت مدیره شرکت بیمه رازی فعالیت می‌کرد.
او در سال ۱۳۸۸ از سوی سید محمد خانمی و اعضاء بنیاد باران بعنوان عضوهیأت مدیره و مدیر عامل بنیاد باران انتخاب شد و بمدت چهار سال و تا سال ۱۳۹۲ فعالیتهای بنیاد باران را هدایت و سرپرستی می‌کرد. او در سال ۹۲ با استقرار دولت مورد حمایت اصلاح طلبان و فروکش کردن التهابات و حساسیتها از سمت مدیرعاملی و هیئت مدیره بنیاد مذکور استعفاء داد و بعنوان عضو کمیته برنامه‌ریزی نشستهای باران به همکاری با آن مؤسسه فرهنگی و اجتماعی ادامه داد.
رازانی دانش‌آموخته دوره لیسانس فلسفه در دانشگاه فردوسی مشهد و فوق لیسانس و دکترای رشته ادیان و عرفان در دانشگاه تهران و نیز فوق لیسانس مدیریت دولتی در مرکز آموزش مدیریت دولتی است